# Gustavo Machado (ator)
Gustavo Machado (Rio de Janeiro, 17 de setembro de 1973), é um ator, roteirista e diretor brasileiro, conhecido pelos filmes Olho de Boi, Essa Nossa Juventude, Quanto Dura o Amor? e O Amor Segundo B. Schianberg. Em 2011 dirigiu um curta-metragem com Gero Camilo, Parabéns.

## Biografia
Gustavo Machado iniciou a carreira em 1990, fazendo teatro informal no Rio de Janeiro. Em 1993 mudou-se para São Paulo para estrelar o musical infantil do diretor João Falcão, A Ver Estrelas, em 1995. Atuou em Hamlet, direção de Francisco Medeiros, Ensaio para Danton, Toda Nudez Será Castigada e Álbum de Família, de Nelson Rodrigues, ambas dirigidas por Cibele Forjaz. Sob a direção de Romero de Andrade Lima, pôde ser visto em Auto da Paixão, Lira dos 500 anos, Yerma e Pavão Misterioso'. Logo depois atuou em Patty Difusa, de Cristiane Tricerrri, e Canção do Cisne, recebendo o prêmio da Jornada SESC de Teatro em 1998. Em 2011 estreou O Nome da Peça Depende da Lua, dirigido por Vadim Nikitim. Gustavo também escreve e dirige para o teatro. Seus dois espetáculo de maior sucesso foram Pagarás com tua alma e De quatro. além de Vênus Castigadora do Amazonas.

## Carreira como Ator

### Cinema
| Ano  | Filme                                                  | Personagem            | Nota(s)                                                              |
| ---- | ------------------------------------------------------ | --------------------- | -------------------------------------------------------------------- |
| 1996 | Moebius                                                |                       | Filme argentino                                                      |
| 2000 | La Taza De Té De Papá                                  |                       | Filme argentino                                                      |
| 2001 | Bicho de Sete Cabeças                                  | Lobo                  |                                                                      |
| 2003 | El juego de Arcibel                                    | Jhonny (Guerrilheiro) | Filme argentino                                                      |
| 2003 | Contra Todos                                           | Marcão                |                                                                      |
| 2004 | Cruz de Sal                                            | Ratón Asis            | Filme argentino                                                      |
| 2004 | Corpo                                                  | Marcelo               |                                                                      |
| 2007 | Billy, A Garota                                        | Hassim                |                                                                      |
| 2007 | Nome Próprio                                           | Daniel                |                                                                      |
| 2007 | Olho de Boi                                            | Cirineu               | - Prêmio Festival de Gramado: Melhor Ator - Prêmio APCA: Melhor Ator |
| 2008 | Bróder                                                 | Bruno                 |                                                                      |
| 2009 | Quanto Dura o Amor?                                    | Gil                   |                                                                      |
| 2010 | As Melhores Coisas do Mundo                            | Gustavo               |                                                                      |
| 2010 | O Amor Segundo B. Schianberg                           | Beto Brant            | - Prêmio Festival Santa Maria da Feira: Melhor Ator                  |
| 2011 | Bruna Surfistinha                                      | Miguel                |                                                                      |
| 2011 | Eu Receberia as Piores Notícias dos seus Lindos Lábios | Cauby                 |                                                                      |
| 2011 | Disparos                                               | Henrique              |                                                                      |
| 2016 | Elis                                                   | Ronaldo Bôscoli       |                                                                      |
| 2017 | Love Film Festival                                     | Gustavo               |                                                                      |
| 2022 | A Suspeita                                             | Delegado Gouveia      |                                                                      |
| 2022 | #PartiuFama                                            | Diretor               | Participação                                                         |
| 2023 | Ângela                                                 | Ibrahim               |                                                                      |
| 2024 | Saudosa Maloca                                         | Joca                  |                                                                      |
| 2025 | A Voz que Resta                                        | Paulo                 |                                                                      |

### Televisão
| Ano       | Título                                          | Papel                   | Notas                           |
| --------- | ----------------------------------------------- | ----------------------- | ------------------------------- |
| 1997      | A Filha do Demônio                              | Maciel                  | Minissérie                      |
| 2009      | O Amor Segundo Benjamim Schianberg              | Feliz                   |                                 |
| 2012      | (fdp)                                           | Rui Zwiebel             | 1ª Temporada                    |
| 2012      | Lado a Lado                                     | Suzano                  |                                 |
| 2013      | Pecado Mortal                                   | Danilo Ascar            |                                 |
| 2014      | A Teia                                          | Ney                     |                                 |
| 2014      | Em Família                                      | Vitor                   |                                 |
| 2014      | Os Homens são de Marte... E é pra lá que eu vou | Edgar                   |                                 |
| 2015      | Sete Vidas                                      | Renato                  |                                 |
| 2015      | Além do Tempo                                   | Alberto Lavonna (jovem) | 2° fase (participação especial) |
| 2017      | A Força do Querer                               | Cirilo                  |                                 |
| 2018      | Desnude                                         | Marcelo                 | Episódio: "Detetive"            |
| 2019      | Ilha de Ferro                                   | Marido de Olívia        | Episódio 5 / 2ª temporada       |
| 2019-2020 | Coisa Mais Linda                                | Roberto                 | 1ª e 2ª temporada               |
| 2021      | Gênesis                                         | Gate                    | Fase: Jornada de Abraão         |
| 2022      | Além da Ilusão                                  | Promotor Furtado        | Episódio: "16 de fevereiro"     |
| 2022      | Reis                                            | Iran                    | Fase: A Ingratidão              |
| 2023      | Olhar Indiscreto                                | Paulo                   |                                 |
| 2024      | Até Onde Ela Vai                                | Franklin                |                                 |
| 2025      | Guerreiros do Sol                               | Delegado Novaes         |                                 |
| 2025      | Paulo, O Apóstolo                               | Fabio                   |                                 |

### Teatro
| Ano       | Peça                                   | Papel         | Notas                                        |
| --------- | -------------------------------------- | ------------- | -------------------------------------------- |
| 1995      | A Ver Estrelas                         | Luis          | espetáculo infantil                          |
| 1996      | Ensaio para Danton                     | Danton        |                                              |
| 1996      | A Segunda Morte de Pedro e Paulo       | Zeno Wilde    |                                              |
| 1997—2005 | Canção de Cisne                        |               | - Prêmio Jornada SESC de Teatro: Melhor Ator |
| 1998      | Álbum de Família                       |               |                                              |
| 1998      | Yerma                                  |               |                                              |
| 1998      | Belo                                   |               |                                              |
| 2000      | Lira dos 500 Anos                      | Lucio Freitas |                                              |
| 2000      | Toda Nudez Será Castigada              | Carlos        |                                              |
| 2001—2005 | Auto da Paixão                         |               |                                              |
| 2002      | Hamlet                                 | Horácio       |                                              |
| 2003      | Patty Difusa                           | Tarcisio      |                                              |
| 2003      | Eduardo II                             | Eduardo       |                                              |
| 2003      | Pavão Misterioso                       |               |                                              |
| 2004      | O Nome da Peça Depende da Lua          |               |                                              |
| 2005—2006 | Essa Nova Juventude                    | Mauricio      | - Indicado Prêmio Shell: Melhor Ator         |
| 2005—2006 | Minha Vida de Solteiro                 |               |                                              |
| 2006      | Cleide                                 | João Paulo    |                                              |
| 2006      | Eló e as Peras                         | Rogério       |                                              |
| 2006—2007 | O Avarento                             |               |                                              |
| 2008—2009 | A Cabra                                |               |                                              |
| 2008—2009 | Navalha de Carne                       |               |                                              |
| 2009—2010 | Românticos da Idade Mídia              |               |                                              |
| 2009—2010 | Lá fora Vai Estar Chovendo sempre      |               |                                              |
| 2010      | Menecma                                | Guilherme     |                                              |
| 2019      | Merlin e Arthur, um Sonho de Liberdade | Lancelot      |                                              |

## Carreira como Diretor

### Teatro
| Ano  | Peça                          |
| ---- | ----------------------------- |
| 2004 | Pagarás com Tua Alma          |
| 2005 | De Quatro                     |
| 2008 | Vênus castigadora do Amazonas |
| 2009 | Pornô                         |

### Cinema
| Ano  | Filme           | Nota(s)                      |
| ---- | --------------- | ---------------------------- |
| 2011 | Parabéns        |                              |
| 2025 | A Voz que Resta | Co-direção com Roberta Ribas |

## Prêmios e indicações
| Ano  | Associações                         | Cateogoria                      | Nomeações                                              | Resultado | Ref.   |
| ---- | ----------------------------------- | ------------------------------- | ------------------------------------------------------ | --------- | ------ |
| 2007 | Festival de Cinema de Gramado       | Melhor Ator (em longa-metragem) | Olho de Boi                                            | Venceu    | [ 17 ] |
| 2009 | Prêmio APCA                         | Melhor Ator de Cinema           | Olho de Boi                                            | Venceu    | [ 18 ] |
| 2013 | Prêmio Guarani de Cinema Brasileiro | Melhor Ator                     | Eu Receberia as Piores Notícias dos Seus Lindos Lábios | Indicado  | [ 19 ] |
| 2017 | Grande Prêmio do Cinema Brasileiro  | Melhor Ator Coadjuvante         | Elis                                                   | Indicado  | [ 20 ] |
| 2017 | Prêmio Guarani de Cinema Brasileiro | Melhor Ator Coadjuvante         | Elis                                                   | Indicado  | [ 21 ] |
| 2024 | Fest Cine Pedra Azul                | Melhor Diretor                  | A Voz que Resta                                        | Venceu    | [ 22 ] |
| 2024 | Fest Cine Pedra Azul                | Melhor Ator                     | A Voz que Resta                                        | Venceu    | [ 22 ] |